# Обжембін
Обжембін (пол. Obrzębin) — село в Польщі, у гміні Турек Турецького повіту Великопольського воєводства.
Населення — 708 осіб (2011).
У 1975-1998 роках село належало до Конінського воєводства.

## Демографія
Демографічна структура станом на 31 березня 2011 року:
|          | Загалом | Допрацездатний вік | Працездатний вік | Постпрацездатний вік |
| -------- | ------- | ------------------ | ---------------- | -------------------- |
| Чоловіки | 333     | 74                 | 236              | 23                   |
| Жінки    | 375     | 97                 | 223              | 55                   |
| Разом    | 708     | 171                | 459              | 78                   |